# The Aztecs
The Aztecs (Los Aztecas) es el sexto serial de la serie británica de ciencia ficción Doctor Who. Se emitió en 4 episodios semanales del 23 de mayo al 13 de junio de 1964. Trata el tema de si los viajeros del tiempo pueden, o deben, cambiar la historia establecida.

## Argumento
La tripulación de la TARDIS llega al México del siglo XV. Con la TARDIS atrapada en una tumba, Barbara es confundida con una reencarnación femenina del alto sacerdote Yetaxa y asume su atuendo e identidad. Desde su posición de poder, Barbara ve la oportunidad de acabar con los sacrificios humanos. Ve el lado positivo de la cultura azteca manifestado en Autloc, el alto sacerdote del conocimiento, y el lado maligno en el verdugo local, el alto sacerdote de sacrificios, Tlotoxl. Al ser una experta en este periodo, ella ve lo avanzada que es realmente su cultura y cree que si se abolieran los sacrificios, evitaría su destrucción a manos de los españoles. Las advertencias severas del Doctor de que Barbara no puede cambiar la historia caen en saco roto, para la furia del Doctor.
El sediento de sangre Tlotoxl comienza a sospechar que Barbara no es la reencarnación de Yetaxa, especialmente porque ella está intentando prohibir los sacrificios humanos. Prepara una serie de trampas elaboradas para ella y sus compañeros. Por ejemplo, Ian es obligado a entrar en el ejército y lucha contra el guerrero más fuerte, Ixta, para probar su habilidad para comandar las fuerzas aztecas. Así Ixta desarrolla una fuerte envidia hacia Ian y es utilizado por Tlotoxl para intentar probar que Barbara no es Yetaxa. El Doctor, sin ser consciente de la pelea, le dice a Ixta como derrotar a Ian en combate usando una droga, y esta batalla está a punto de acabar con el Doctor viendo la muerte de su amigo. Como esto no logra ser definitivo, Trlotoxl convence al subordinado del sacerdote Tonila para hacer un veneno para Barbara. La muerte de Barbara al consumir el veneno probaría que no es inmortal y por tanto tampoco una diosa. Pero Ian la avisa en silencio desde un escondite, y Barbara rechaza beber el veneno. Le dice a Tlotoxl que ella no es Yetaza pero le pide que no se lo diga a la gente. Ahora que sabe la verdad, debe encontrar una forma de desenmascarar a la falsa diosa.
Susan y el Doctor, mientras tanto, se ven envueltos en líos casamenteros. Susan ha violado la ley azteca al rechazar casarse con la Vïctima Perfecta, que se ha sido asignada para el sacrificio por Tlotoxl para el día del siguiente eclipse, mientras el Doctor, que sabe poco de las costumbres aztecas, se ha comprometido accidentalmente con una mujer azteca llamada Cameca después de compartir con ella una taza de cacao. Cameca es una mujer amable y ayuda al Doctor y a Ian a encontrar un camino para entrar en la tumba por una entrada secreta, a pesar de que esto permitirá a su amado abandonarla. Ian se abre paso por un túnel traicionero y está a punto de ahogarse antes de alcanzar la tumba por una puerta secreta, diciéndole a sus amigos que pueden marcharse.
A pesar de sus esfuerzos, Barbara se da cuenta de que no puede cambiar toda una cultura, aunque tiene éxito en cambiar el punto de vista de un hombre, el alto sacerdote del conocimiento, Autloc. Pero esto es a un alto precio para él, ya que se auto exilia. Le ayuda a Barbara a reunirse con sus amigos antes de marcharse para meditar en el desierto sobre lo que queda de su fe. En una batalla final para llegar a la sala de la tumba, Ian mata a Ixta en una lucha a muerte para proteger a la tripulación de la TARDIS.
El Doctor y sus acompañantes se marchan sabiendo que a pesar de su intervención, la historia seguirá su curso predestinado. Cuando se van, Tlotoxl tiene el control absoluto y sacrifica a la Víctima Perfecta para terminar con el eclipse. El Doctor consuela a Barbara diciéndole que al menos ayudó a Autloc a encontrar unas creencias mejores, y después, se guarda un broche que le regaló Cameca como despedida.

### Continuidad
El Doctor le dice a Barbara "¡No puedes reescribir la historia! ¡Ni una línea!". Esta idea de cambiar se explora más a fondo en otras publicaciones, notablemente en la novela The Time Travellers, donde el Primer Doctor le dice a Barbara que en realidad cambian la historia cada vez que aterrizan la TARDIS, pero normalmente esos cambios son menores, y el Doctor en este tiempo no quiere involucrarse demasiado para evitar llamar la atención de su pueblo.

## Producción
| Episodio               | Fecha de emisión    | Duración | Espectadores en millones | Estado en el archivo |
| ---------------------- | ------------------- | -------- | ------------------------ | -------------------- |
| The Temple of Evil     | 23 de mayo de 1964  | 23:56    | 7,4                      | Película de 16mm     |
| The Warriors of Death  | 30 de mayo de 1964  | 24:11    | 7,4                      | Película de 16mm     |
| The Bride of Sacrifice | 6 de junio de 1964  | 25:27    | 7,9                      | Película de 16mm     |
| The Day of Darkness    | 13 de junio de 1964 | 25:30    | 7,4                      | Película de 16mm     |
| [ 1 ] [ 2 ] [ 3 ]      |                     |          |                          |                      |

Carole Ann Ford tuvo dos semanas de vacaciones mientras se rodaba esta historia. Así, sólo apareció en los extractos filmados anteriormente de los episodios 2 y 3.
La música ambiental de esta historia fue obra del compositor clásico Sir Richard Rodney Bennett.